# Lethrus bactrianus
Lethrus bactrianus är en skalbaggsart som beskrevs av Semenov 1894. Lethrus bactrianus ingår i släktet Lethrus och familjen tordyvlar. Inga underarter finns listade i Catalogue of Life.